# Peer-Mediation
Peer-Mediation ist eine pädagogische Methode, um Konflikte zwischen Gleichaltrigen (meist Schülern) aufzuarbeiten und zu lösen. Bekannt ist die Methode auch unter dem Namen Streitschlichter, wobei bei diesem Namen nicht zum Ausdruck kommt, dass Schüler die Konflikte selbst lösen.
Die Peer-Mediation beruht darauf, dass Schüler untereinander, innerhalb der Peer Group, häufiger und unkomplizierter miteinander ins Gespräch kommen. Einem Lehrer würden sie bestimmte Probleme und Konflikte nicht so leicht erzählen.
Um eine Peer-Mediation an einer Schule zu ermöglichen, müssen vorher einige Schüler zu Streitschlichtern ausgebildet werden. Dies kann nur auf freiwilliger Basis erfolgen.
Ziel der Peer-Mediation ist es: 
- das soziale Klima an einer Schule zu verbessern,
- ein Teil der Gewaltprävention an Schulen zu sein,
- die Lehrkräfte von Alltagskonflikten der Schüler zu entlasten,
- Schülern durch die Ausbildung zum Streitschlichter soziale Kompetenzen zu vermitteln,
- Schülern mehr Eigenverantwortung zu übertragen,
- Entwicklung eines Rechtsbewusstseins,
- Toleranz und Konfliktfähigkeit zu fördern.

Wie der Klassenrat, ist die Peer-Mediation ein Baustein innerhalb der schulischen Bestrebungen den Schülern mehr Verantwortung zu übertragen und Demokratie zu lehren.